# Xorides
Xorides is een geslacht van sluipwespen. De wetenschappelijke naam van de soort is voor het eerst geldig gepubliceerd in 1809 door Pierre André Latreille.
Het is een kosmopolitisch geslacht van sluipwespen, die parasitoïden zijn op larven van kevers, zoals boktorren, die in het hout van bomen boren. Vaak zijn het grote, opvallende wespen met een lang en slank lichaam. In 2012 waren wereldwijd 159 soorten beschreven. Xorides benxicus bijvoorbeeld, een nieuwe soort uit China die in 2012 werd beschreven, parasiteert de boktor Pterolophia alternata die in de takken van de Robinia boort.

## Soorten
- X. alpestris (Habermehl, 1903)
- X. annulator (Fabricius, 1804)
- X. annulatus (Gravenhorst, 1829)
- X. ater (Gravenhorst, 1829)
- X. austriacus (Clement, 1938)
- X. benxicus
- X. berlandi Clement, 1938
- X. bischoffi (Clement, 1938)
- X. brachylabis (Kriechbaumer, 1889)
- X. corcyrensis (Kriechbaumer, 1894)
- X. csikii Clement, 1938
- X. depressus (Holmgren, 1860)
- X. ephialtoides (Kriechbaumer, 1882)
- X. filiformis (Gravenhorst, 1829)
- X. fuligator (Thunberg, 1824)
- X. gracilicornis (Gravenhorst, 1829)
- X. gravenhorstii (Curtis, 1831)
- X. hedwigi Clement, 1938
- X. indicatorius (Latreille, 1806)
- X. irrigator (Fabricius, 1793)
- X. jakovlevi (Kokujev, 1903)
- X. minutus Clement, 1938
- X. niger (Pfeffer, 1913)
- X. praecatorius (Fabricius, 1793)
- X. propinquus (Tschek, 1869)
- X. rufipes (Gravenhorst, 1829)
- X. rusticus (Desvignes, 1856)
- X. scaber (Gravenhorst, 1829)
- X. sepulchralis (Holmgren, 1860)
- X. stepposus Kasparyan, 1981
- X. strandi (Clement, 1938)